# Melicope bonwickii
Melicope bonwickii är en vinruteväxtart som först beskrevs av Ferdinand von Mueller, och fick sitt nu gällande namn av Thomas Gordon Hartley. Melicope bonwickii ingår i släktet Melicope och familjen vinruteväxter. Inga underarter finns listade i Catalogue of Life.